# Senarica

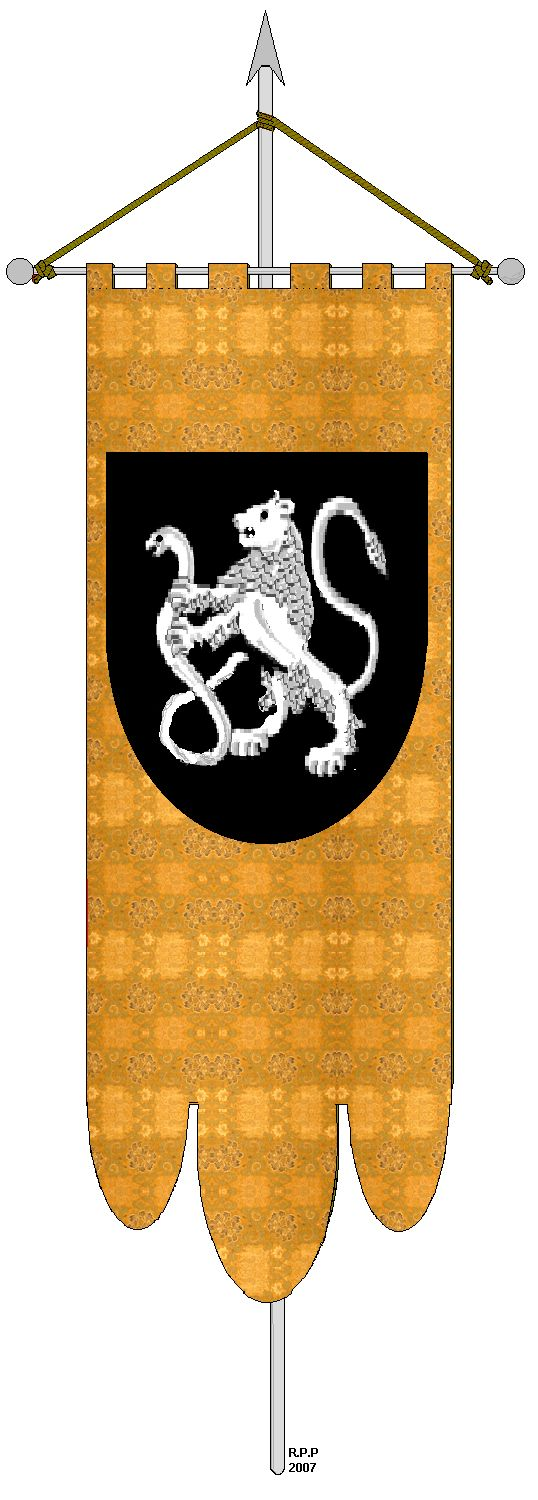
Das Wappen von Senarica

Senarica ist ein Dorf in den Abruzzen in Mittelitalien. Mit einer Bevölkerung von weniger als 300 Einwohnern war Senarica für rund vier Jahrhunderte bis zum Ende des achtzehnten Jahrhunderts eine unabhängige Republik. Es war der kleinste Staat, der seine Unabhängigkeit so lange behielt, aber heute ist es ein Ortsteil der Gemeinde von Crognaleto in der Provinz Teramo.

## Geschichte
Senarica und das benachbarte Dorf Poggio Umbricchio wurden um 1343 unabhängig, als Königin Johanna I. von Anjou dem Gebiet die Unabhängigkeit gewährte, weil die Bewohner heftigen Widerstand gegen die feindlichen Truppen von Mailand unter Ambrogio Visconti leisteten. Beeindruckt von der Pracht der Republik Venedig wählten die Herrscher von Senarica eine ähnliche republikanische Regierung, mit einem gewählten Dogen als Staatsoberhaupt. König Ferdinand IV. von Neapel bestritt die Unabhängigkeit der Republik und ordnete 1797 deren Annexion an.

## Wappen
Das Wappen von Senarica war ein schwarzer Schirm mit einem silbernen Löwen (als Symbol des Staates), der eine silberne Schlange fängt. Dieses Wappen erschien auch auf einem goldenen Gonfanon und auf dem Siegel. In der Kathedrale des Dorfes hängt eine Reproduktion des Löwen, der in diesem speziellen Bild von einer Krone gekrönt wird.